# Marsias de Pela
Marsias de Pela (griego antiguo Μαρσύας Περιάνδρου Πελλαῖος, Marsýas Periándrou Pel·laíos) , hijo de Periandro, fue un historiador macedonio del siglo IV a. C., hermano de Antígono I Monoftalmos. Vivió del 356 al 294 a. C.
Durante la batalla de Salamina de Chipre, mandó una división de la flota de Demetrios.
Además de su Historia de la educación de Alejandro, escribió Historia de Macedonia, que abarca desde los orígenes hasta la expedición de Alejandro Magno a Asia. Todas sus obras se han perdido, excepto algunos fragmentos (FGrH 135).